# سيدتي الجميلة (مسلسل 2016)
سيدتي الجميلة (بالكورية: 오 마이 금비)؛ هو مسلسل تلفزيوني كوري جنوبي من بطولة هيو جونغ إيون، أو جاي هو، بارك جين هي وأوه يون آه. عرض المسلسل على قناة كي بي إس 2 في 16 نوفمبر 2016 حتى 5 يناير 2017.

## روابط خارجية
سيدتي الجميلة (مسلسل 2016) على موقع IMDb (الإنجليزية)
- سيدتي الجميلة (مسلسل 2016) على موقع قاعدة بيانات الفيلم (الإنجليزية)